# Chaabat El Leham
Chaabat El Leham (în arabă شعبة اللحم) este o comună din provincia Aïn Témouchent, Algeria.
Populația comunei este de 14.730 de locuitori (2010).